# Бабімост (гміна)
Гміна Бабімост (пол. Gmina Babimost) — місько-сільська гміна у північно-західній Польщі. Належить до Зеленогурського повіту Любуського воєводства.
Станом на 31 грудня 2011 у гміні проживало 6337 осіб.

## Площа
Згідно з даними за 2007 рік площа гміни становила 92.75 км², у тому числі:
- орні землі: 49.00%
- ліси: 35.00%

Таким чином, площа гміни становить 5.91% площі повіту.

## Населення
Станом на 31 грудня 2011:
| Опис     | Загалом | Загалом | Чоловіки | Чоловіки | Жінки | Жінки |
| -------- | ------- | ------- | -------- | -------- | ----- | ----- |
| одиниця  | осіб    | %       | осіб     | %        | осіб  | %     |
| все      | 6337    | 100     | 3138     | 49.52    | 3199  | 50.48 |
| міське   | 4069    | 100     | 2008     | 49.35    | 2061  | 50.65 |
| сільське | 2268    | 100     | 1130     | 49.82    | 1138  | 50.18 |

## Сусідні гміни
Гміна Бабімост межує з такими гмінами: Збоншинек, Збоншинь, Карґова, Седлець, Сулехув, Щанець.